# (10172) Humphreys
(10172) Humphreys – planetoida z pasa głównego asteroid okrążająca Słońce w ciągu 4 lat i 197 dni w średniej odległości 2,74 j.a. Została odkryta 31 marca 1995 roku w programie Spacewatch. Przed nadaniem nazwy planetoida nosiła oznaczenie tymczasowe (10172) 1995 FW19.